# Rio Bloaja (Lăpuş)
O Rio Bloaja é um rio da Romênia afluente do Rio Lăpuş, localizado no distrito de Maramureş.